# Хамамет
Хамамет (арап. الحمامات) је град у Тунису. Због својих плажа, Хамамет је популарна дестинација за купање и спортове на води. То је била прва туристичка дестинација у Тунису. Налази се на југоисточном делу северног полуострва Кап Бон у региону Набел, на северној граници залива Хамамет.
Пријављени број становника варира од 20.000 до 70.000 становника и учетворостручава се због туриста сваког лета.
Посебно је познат по јасмину, по чему је летовалиште Јасмин Хамамет добило име. По Хамамету се могу наћи многобројни сувенири од јасмина.
Око Хамамета, појављују се насеља за досељенике из јужног дела земље који долазе у потрази за послом.

## Опис
Туристчка зона је подељена у два дела:
- Северни Хамамет, најмањи и најстарији део града протеже се све до Набела.
- Јасмин Хамамет, највећи и најновији део, налази се неколико километара југозападно од северног Хамамета.

Три километра од центра налази се некадашња вила преминулог румунског милионера Георгија Себастијана, и ту се сваког лета одржава „Интернационални хамаметски фестивал“.

## Историја
Пре нове ере на том месту је био град Пипут, а сада се налази у предграђу Хамамета. Тај град је постао римска колонија у 2. веку нове ере. Велики део рушевина из тог периода није сачуван и сада се налази испод земље у темељима приобалних хотела. У то време град је попримио римска облежја као што су водовод, резервоари за воду и јавна купатила, стога је касније под арапском влашћу добио назив Хамамет (купатило).
У 13. веку изграђене су градске зидине, у 15. веку Медина, а касније град пада под шпанску и турску власт. У Другом светском рату, генерал Ервин Ромел је у граду имао седиште.